# Domingos Piedade
Domingos Piedade (m. Lisboa, 30 de Novembro de 2019) foi um jornalista, piloto de automóveis e empresário português, que se destacou na modalidade do Fórmula 1.

## Biografia

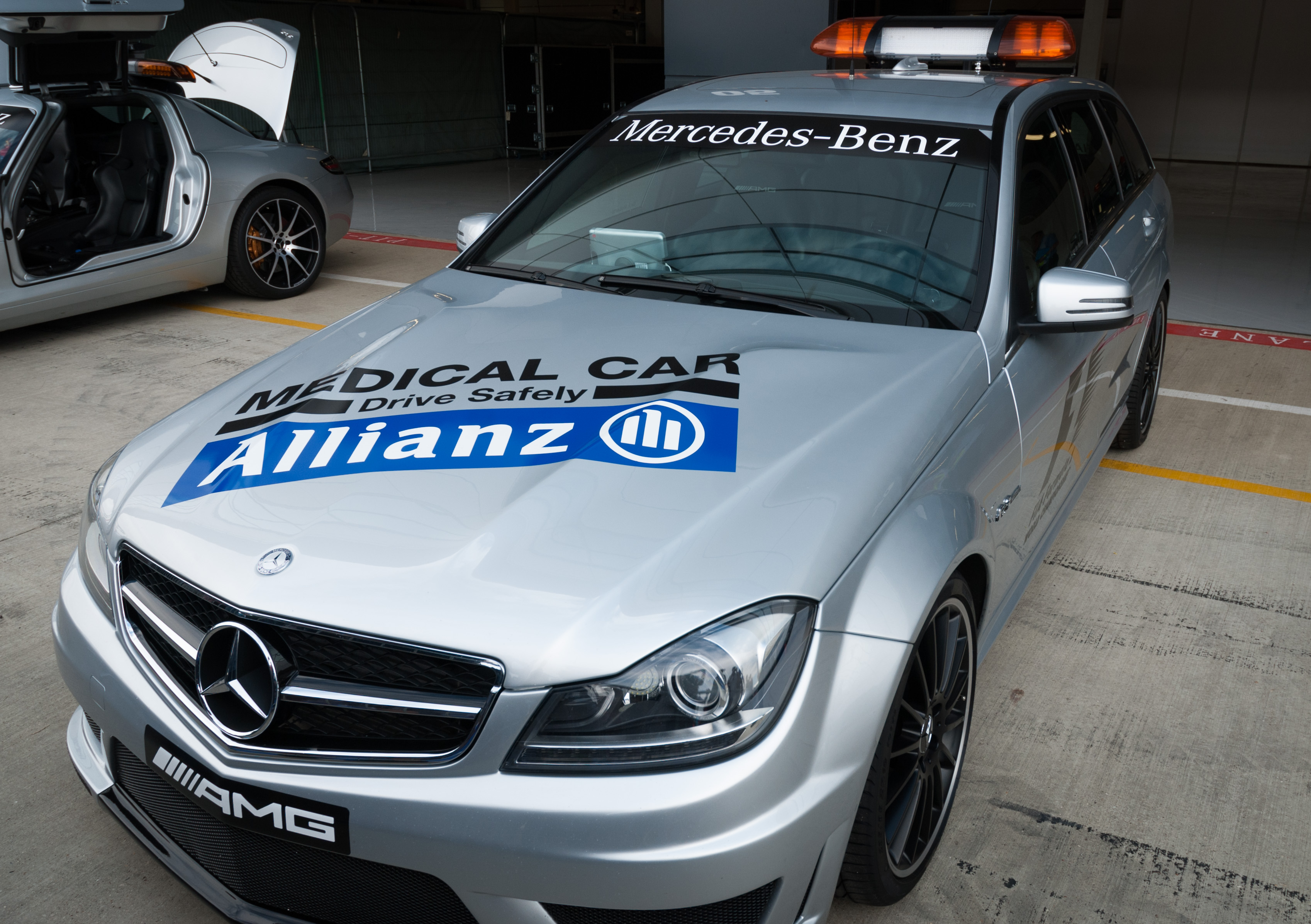
Medical car, utilizado em 2014 no Campeonato Britânico de Fórmula 1.

### Nascimento e formação
Nasceu no bairro da Costa do Castelo, na cidade de Lisboa, filho de pais comerciantes de frutas e legumes. Estudou depois em Tomar, no Colégio Nun'Álvares. Na Alemanha, esteve num colégio em Heidelberg, e tirou os cursos de Engenharia Mecânica em Colónia e Aachen, e de Economia em Colónia.

### Carreira
Teve uma carreira ligada ao automobilismo, tendo vencido várias provas de Fórmula 1, Rally e Le Mans, nesta última como chefe da equipa da Porsche. Também ocupou a posição de vice-presidente na Mercedes-AMG, tendo uma das suas funções sido de ligação ao Sultão de Brunei.
Foi empresário na modalidade da Fórmula 1, para pilotos como Emerson Fittipaldi e Nélson Piquet, tendo ajudado a lançar a carreira de Michael Schumacher. Foi por iniciativa de Domingos Piedade que foi criado o Medical Car, um veículo de emergências utilizado durante corridas de automóveis. Também trabalhou como jornalista, tendo sido comentador de automobilismo para a Rádio Televisão Portuguesa, ficando conhecido como Senhor Fórmula 1. Em meados da Década de 1960, começou a colaborar no jornal Motor como correspondente na Alemanha, e também trabalhou para os periódicos Volante, Auto-Sport e L'Équipe.
Fez parte da administração do Autódromo do Estoril, tendo colaborado na organização da primeira corrida de Fórmula 1 naquele recinto, em 1984.

### Falecimento
Faleceu em 30 de Novembro de 2019, aos 75 anos de idade, num estabelecimento hospitalar em Lisboa, onde estava internado devido a um cancro do pulmão. Estava casado com Ana Paula Reis, antiga apresentadora da Rádio Televisão Portuguesa.